# Robert Gillon
Robert Paul Raymond Gillon (Kortrijk, 10 december 1884 - aldaar, 25 juli 1972) was een Belgisch liberaal politicus en was driemaal voorzitter van de senaat.

## Levensloop
Gillon studeerde aan de Rijksuniversiteit Gent en werd doctor in de rechten. Hij werd advocaat aan de balie van Kortrijk en stafhouder van 1927 tot 1937. Tijdens de Eerste Wereldoorlog was hij actief in het verzet en werd hij als gedeporteerde naar Duitsland gestuurd.
Van 1911 tot 1937 was hij voor de Liberale Partij gemeenteraadslid van Kortrijk en van 1921 tot 1932 was hij tevens provincieraadslid van West-Vlaanderen. Daarna zetelde hij van 1932 tot 1971 in de Senaat: van 1932 tot 1949, van 1950 tot 1954 en van 1965 tot 1971 als gecoöpteerd senator en van 1949 tot 1950 en van 1954 tot 1965 als rechtstreeks gekozen senator voor het arrondissement Kortrijk. In de Senaat was hij driemaal voorzitter: van 1939 tot 1947, in 1949-1950 en van 1954 tot 1958.
Gillon gold als een Spanje-kenner en schreef een aantal boeken over dit land. Hij volgde de Spaanse Burgeroorlog op de voet, maar stelde hierover zijn bevindingen niet te boek.
In 1945 werd Robert Gillon benoemd tot minister van Staat.

## Publicaties
- Vers Stamboul (...), Kortrijk, 1909
- Visions d'Espagne et de Lusitanie, Kortrijk, 1910
- La vallée des Hypogées. Du Caire au Nil bleu, Brussel, 1911
- Le crépuscule des sultans. Silhouettes d'Islam , Brussel, 1913
- Une affaire d'évasion à Havelberg. Le statut juridique du prisonnier de guerre civile, Brussel, 1919.
- Dans l'ombre d'un trône. Les fatales amours d'Ana de Mendoza, Brussel, 1925
- Silhouettes espagnoles, 5 volumes
  - Ségovie, Brussel, 1949
  - Souvenirs de Jeanne la Folle et de Charles Quint, Brussel, 1952
  - Don Juan d'Autriche, Brussel, 1954
  - Visages du passé, Brussel, 1954
  - Souvenirs de Don Pedre et de l'Excellente Dame, Brussel, 1955
- Opinions-beschouwingen, Brussel, 1966